# Кахникевич Кирило

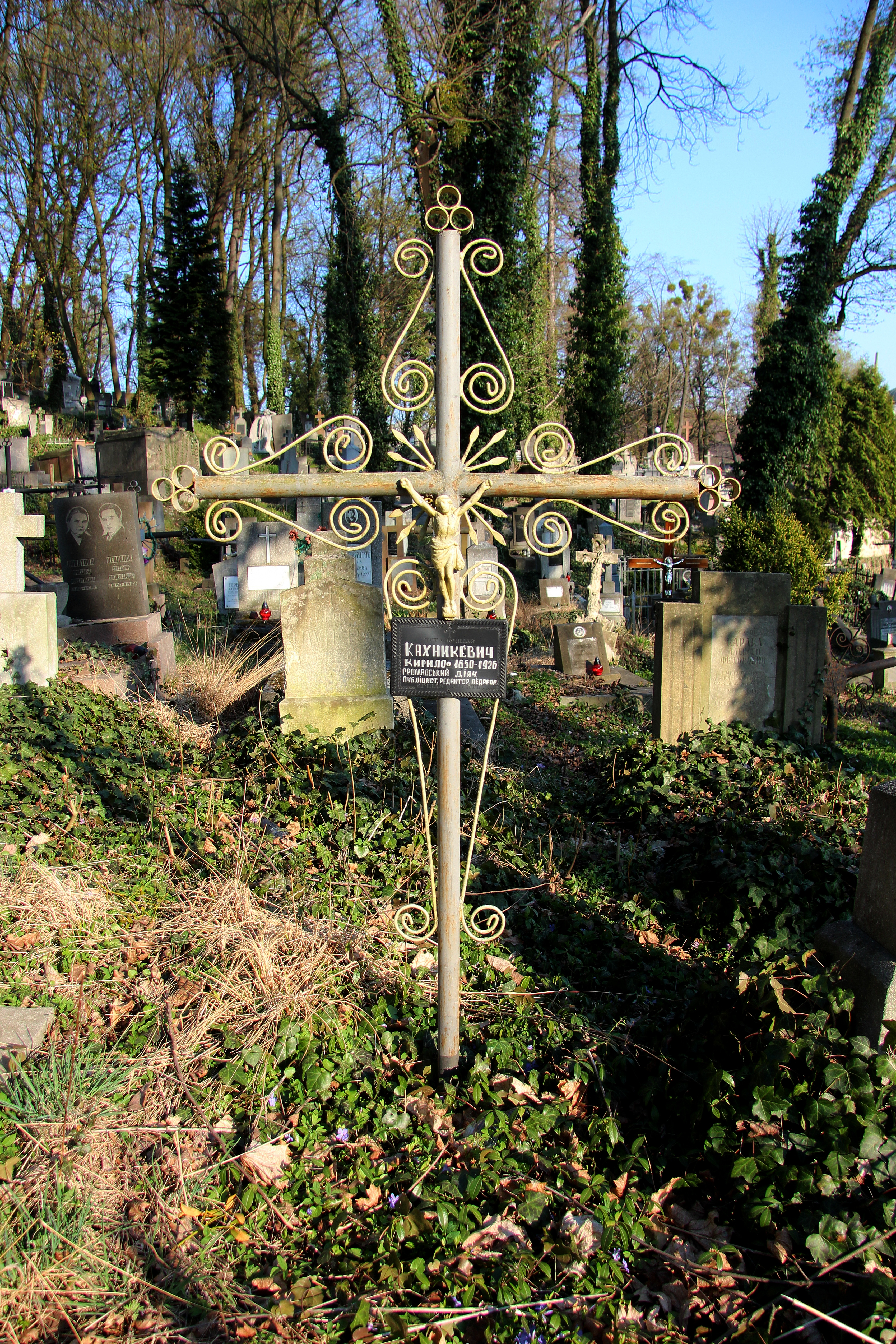

Кири́ло Кахнике́вич (1850, м. Коломия — 27 травня 1926, м. Львів) — український громадський діяч, журналіст, письменник, публіцист і перекладач.

## Життєпис
Народився 1850 року в місті Коломия, 1870 року закінчив Бережанську гімназію; 1876 року — філософський факультет Віденського університету.
Студіював рільничу справу у Віденській вищій рільничій школі. Повертається до Галичини, працював учителем.
Займав активну громадську позицію, член товариства «Просвіта» та «Народної торгівлі». Співробітник секцій та видань, голова ради «Сільського господаря». У львівській Торговельній школі Товариства «Просвіта» викладав товарознавство.
Протягом 1884-1890-х років — співредактор газети «Діло»; редагував видання «Школьна Часопись», «Калєндар „Просьвіти“» (1903—1904), «Господарську бібліотеку» (вийшло 42 числа протягом 1908—1910 років), «Господарську часопись» (1910—1918).
Від 1917 року — педагог-дидактичний референт в управі видавництва шкільних книжок.
В часі постання ЗУНР входив до складу Української Національної Ради.
Є автором статей на педагогічні, політичні та сільськогосподарські теми, праць з економіки, з них:
- зокрема «Богатсва землі: і нафта і воск земний» (1888)
- «Як робити гроші?» (1888)
- «Наука о товарах: Підручник для читалень «Просвіти», крамарів та тих, хто хотять ними стати» (1895, перший україномовний підручник з торгівлі).

Помер К. Кахникевич 27 травня 1926 року у Львові та похований на 33 полі Личаківського цвинтаря. Місце поховання визначене за архівними даними працівниками наукового відділу музею «Личаківський цвинтар». Дирекцією музею «Личаківський цвинтар» на могилі встановлено пам'ятний знак.

## Переклади
Стівензон Р. Л. Остров з закопаними скарбами: Переклад з англійського [Кирила Кахникевича] / Р. Л. Стівензон. — Львів: Накладом Видавн. Т-ва «Укр. Лїт. Скарбниця». Друк. «Дїло», 1918. — 191 с. — (Укр. Лїт. Скарбниця; Ч. 1).